# Chaetopleura papilio
Chaetopleura papilio är en blötdjursart som först beskrevs av Lorenz Spengler 1797.  Chaetopleura papilio ingår i släktet Chaetopleura och familjen Ischnochitonidae. Inga underarter finns listade i Catalogue of Life.